# Hilmar Scherf

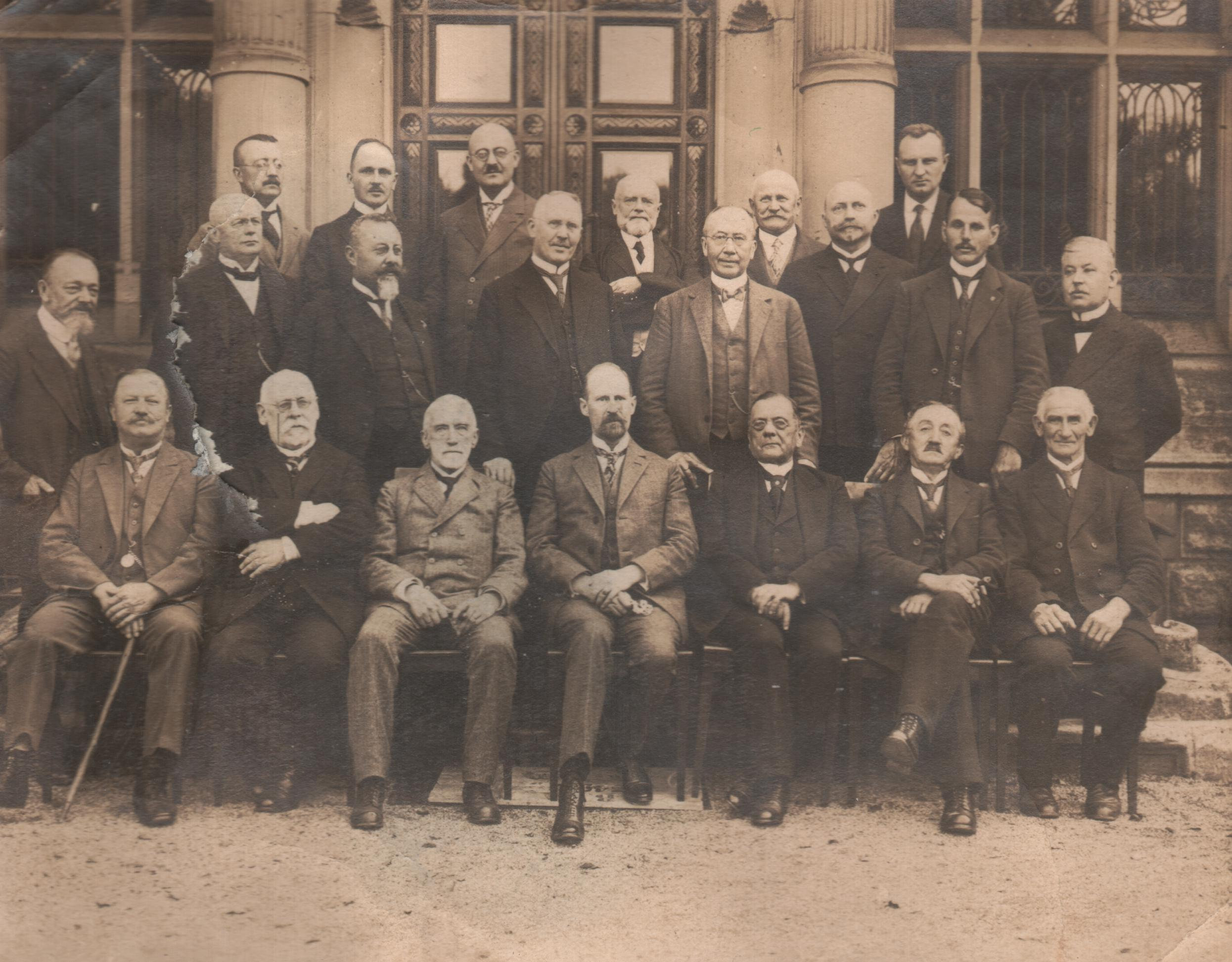
Mitglieder des Meininger Landtags. Hilmar Scherf ist der 2. von rechts in der unteren Reihe.

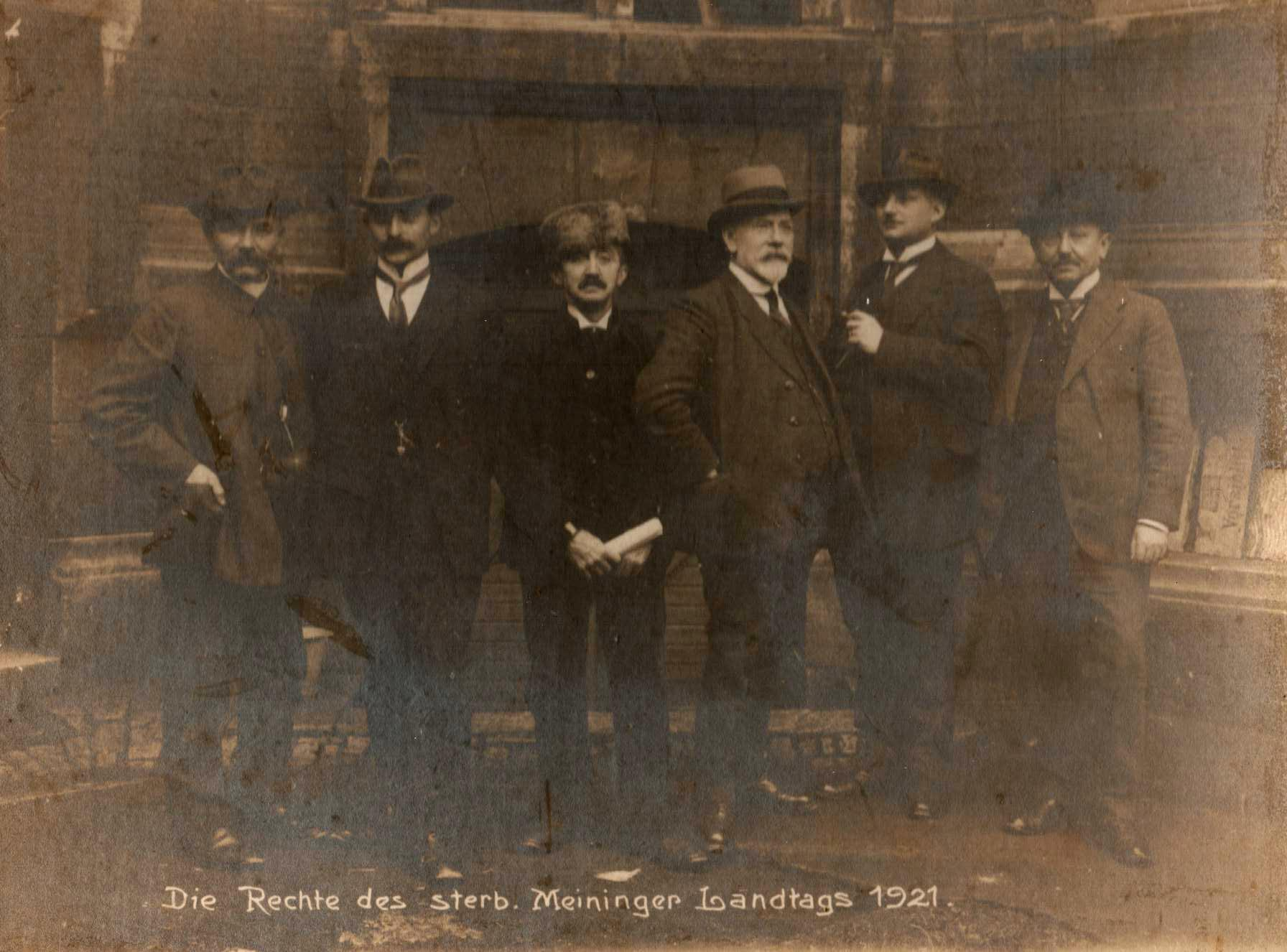
Die Fraktion des Meininger Bauernverein im Landtag. Hilmar Scherf ist der 3. von links

Hilmar Scherf (* 9. September 1861 in Großkochberg; † 8. Juni 1951 ebenda) war ein Thüringer Politiker (Meininger Bauernverein) und Abgeordneter des Landtags des Freistaates Sachsen-Meiningen in der Weimarer Republik.

## Familie und Beruf
Hilmar Scherf war der Sohn des Anspanngutsbesitzer Heinrich Scherf aus Großkochberg. Hilmar Scherf war Landwirt.

## Politik
Hilmar Scherf wurde am 9. März 1919 bei der ersten und einzigen Wahl zum Landtag des Freistaates Sachsen-Meiningen als einer von fünf Abgeordneten des Meininger Bauernvereins, eines Vorgängers des Thüringer Landbundes gewählt.

## Sonstige Ämter
Hilmar Scherf engagierte sich sehr für die Belange seiner bäuerlichen Heimat, so war er z. B. Mitbegründer der 1904 gegründeten Genossenschafts-Dampfmolkerei Teichel und Umgebung, aus der die heutige Herzgut Landmolkerei Schwarza eG hervorgegangen ist.